# الدوري المكسيكي لكرة السلة
الدوري المكسيكي لكرة السلة هو دوري كرة سلة للمحترفين في المكسيك تأسس في 2000 يلعب فيه 16 فريقاً. يعتبر فريق هالكونيس دي خالابا هو الأكثر تتويجا باللقب.

## أبرز الفرق
- هالكونيس دي خالابا
- توروس دي نويفو لاريدو

## وصلات خارجية
- الموقع الإلكتروني